# 2753 Duncan
A 2753 Duncan (ideiglenes jelöléssel 1966 DH) a Naprendszer kisbolygóövében található aszteroida. Indianai Egyetem fedezte fel 1966. február 18-án.